# 沈尹默
沈尹默（1883年6月11日—1971年6月1日），原名君默，字中，又字秋明，号君墨，别名匏瓜庵主人，浙江吴兴（今浙江省湖州市吴兴区）人，出生于陕西省汉阴厅（今陕西省汉阴县），中国书法家，早期尝试派诗人。

## 生平
早年留学日本，五四运动期间从事新文化运动，为《新青年》杂志的编辑之一，新诗作品多发表于《新青年》。书法与于右任并称“南沈北于”。后任国立北平大学教授和校长、輔仁大學教授。1949年后历任中央文史馆副馆长，上海市人民委员会委员，第三届全国人大代表等职务。
1967年文革期間，因擔心「反動書畫」累及家人，將畢生積累的自己的作品以及明、清大書法家的真跡一一撕成碎片，在洗腳盆裡泡成紙漿，再捏成紙團，放進菜籃，讓兒子在深夜拿出家門，倒進蘇州河。
沈尹默书法工楷书、行书、草书，尤其擅长行书。初学褚遂良，后遍习晋唐诸名家。晚年融会了苏轼、米芾等人的风格，用笔清圆秀润，中有劲健遒逸之姿。主张以腕行笔，反对模拟结构。著作有《历代名家书法经验谈辑要释义》，《二王书法管窥》等。

## 主要作品

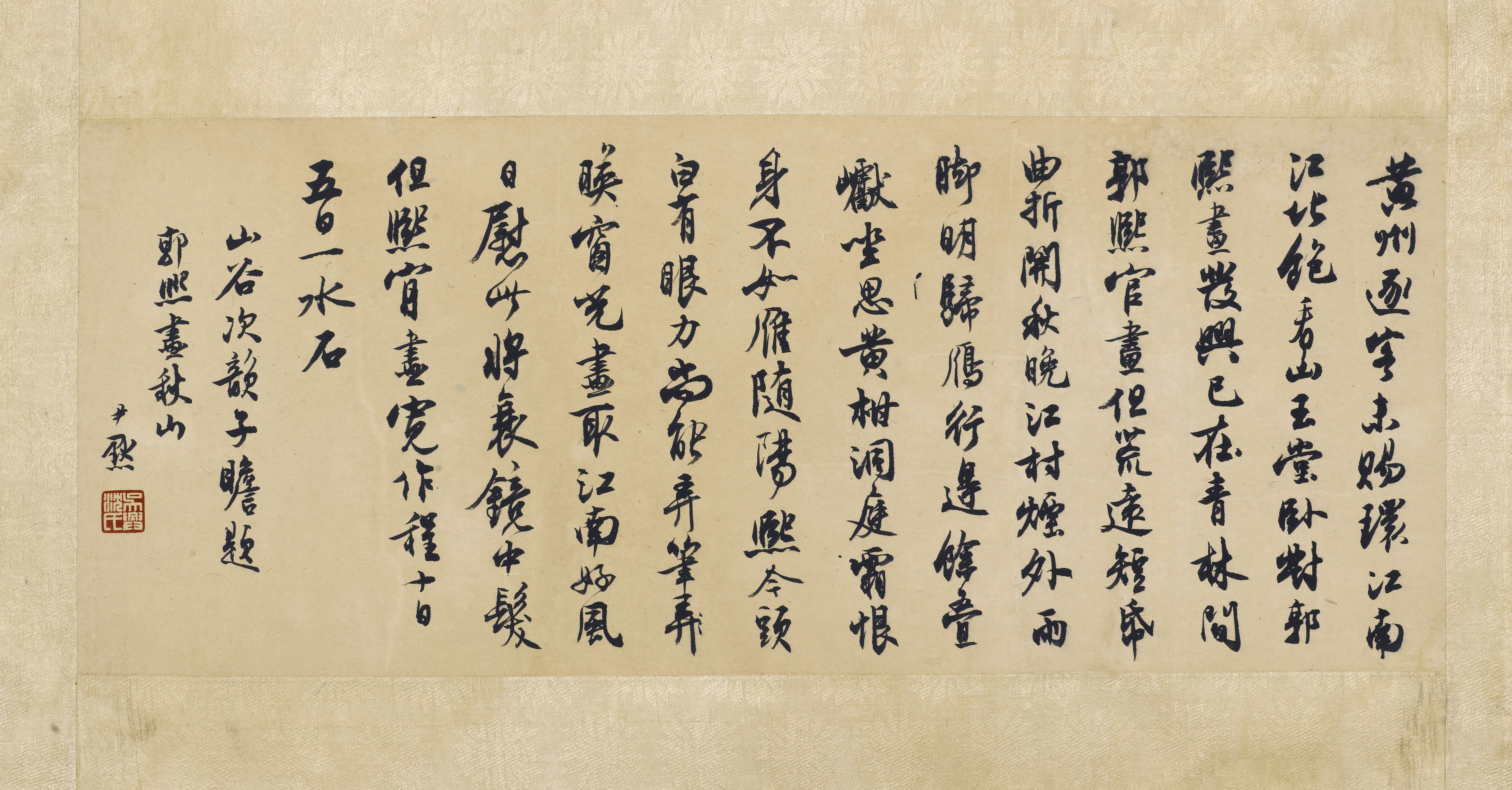
沈尹默书法作品

- 《月夜》
- 《三弦》
- 《历代名家书法经验谈辑要释义》
- 《二王书法管窥》
- 《沈尹默论书丛稿》
- 《沈尹默手稿墨迹》

## 知名學生
- 陶希聖，中國國民黨理論家，曾為蔣中正執筆寫《中國之命運》、《蘇俄在中國》等書。1915年考上北京大學時師從沈尹默。